# Neriene peltata
Neriene peltata es una especie de araña araneomorfa del género Neriene, familia Linyphiidae. Fue descrita científicamente por Wider en 1834.
Habita en Groenlandia, Europa, Cáucaso, Rusia (Europa al sur de Siberia) e Irán.